# Nikos Kazantzakis
Nikos Kazantzakis (řecky: Νίκος Καζαντζάκης; 18. únorajul./ 2. března 1883greg., Heráklion – 26. října 1957, Freiburg im Breisgau) byl řecký spisovatel, básník, dramatik, překladatel a myslitel. Je jedním z nejznámějších představitelů novořecké literatury, proslulý především svými romány Řek Zorba, Poslední pokušení, Kristus znovu ukřižovaný a jejich filmovými adaptacemi.

## Život

### Studium a literární začátky

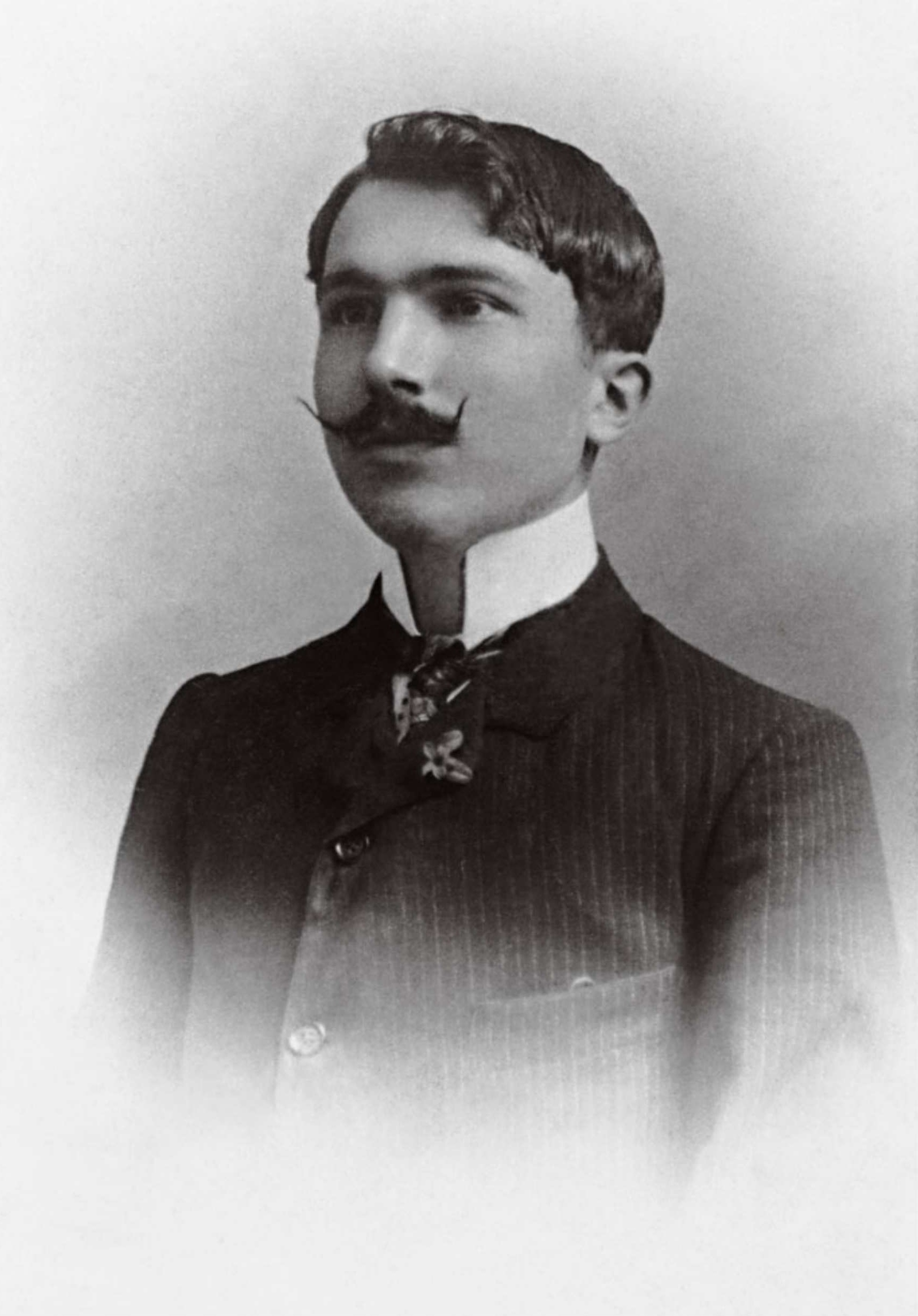
Nikos Kazantzakis v roce 1904

Narodil se v Heraklionu na Krétě, která tehdy patřila Turecku. Byl nejstarším synem chudého rolníka, měl dvě sestry a bratra, který však zemřel v dětském věku. Středoškolské vzdělání získal na gymnáziu v Heráklionu a církevní škole vedené františkány na ostrově Naxos, kde se naučil francouzštinu a italštinu. Na své dětství a mládí na Krétě vzpomínal celý život, cítil se být více Kréťanem, než Řekem. Roku 1902 se přestěhoval do Athén, kde studoval práva. Studium zakončil diplomovou prací na téma Friedrich Nietzsche o filozofii práva a státu (Φρειδερίκος Νίτσε ενττ φιλοσοφία του δικαίου και της πολιτείας). Od roku 1907 studoval filosofii v Paříži. Na pařížské Sorbonně ho nejvíce ovlivnil Henri Bergson, který byl vedoucím jeho disertační práce věnované opět Nietschemu. Současně se věnoval i literární činnosti. V roce 1906 publikoval svou první prózu Zmije a Lily (Όφις και Κρίνο), v roce 1909 jednoaktovou hru s názvem Komedie a po ukončení studií tragédii Mistr stavitel (Ο Πρωτομσστορας) .
Po návratu do Řecka začal překládat filozofická díla a přispíval do různých časopisů. V roce 1911 se oženil s Galateou Alexiu, svou láskou z dětství. V roce 1914 se seznámil s básníkem Angelosem Sikelianosem. Společně cestovali dva roky na místa, kde vzkvétala řecká ortodoxní křesťanská kultura, čtyřicet dní strávili v klášteře na hoře Athos. Kazantzakis se zabýval četbou Danteho, studiem evangelia a Buddhova učení. S manželkou Galateou psal knihy pro dětské čtenáře a také začal psát divadelní hry. V letech 1916–1917 se pokoušel o podnikání při těžbě lignitu na Peloponésu a při tom se seznámil s Georgiosem Zorbasem, který se stal jeho přítelem a kterého později popsal ve svém románu Život a skutky Alexise Zorbase (Βίος και πολιτεία του Αλέξη Ζορµπά, 1946).   
V roce 1919 pracoval pro republikánskou řeckou vládu. Byl pověřen, aby zajistil repatriaci Řeků pronásledovaných bolševickým režimem v Rusku a na Kavkaze, zúčastnil se i jednání o mírové smlouvě ve Versailles. Po volbách a návratu krále Konstantina I. se Kazantzakis vzdal funkcí a odešel do Paříže.

### Meziválečné období
Začalo dlouhé období jeho cestování po celém světě. Cestování a poznávání nových zemí, kultur a tamější přírody mu pomáhalo v hledání sebe sama. V letech 1922–1924 žil ve Vídni a potom v Berlíně, kde ho zaujaly myšlenky marxismu. Sblížil se s myšlenkami socialismu, hlásil se k těm, kdo usilovali o změnu společenského systému, ale nikdy nebyl členem komunistické strany, necítil v sobě potřebnou rozhodnost a vůdčí schopnosti. Byl stoupencem socialismu, který pod Leninovým vedením byl budován v Sovětském svazu a chtěl se tam usadit natrvalo. Odjel do Sovětského svazu jako korespondent řeckého listu Eleftheros Logos, začal psát scénář k filmu o Leninovi, učil se ruštinu. Za reportážemi vyjížděl na krátké cesty po Evropě, navštívil Palestinu, Španělsko, Itálii, Egypt. Na cestách ho provázela jeho budoucí manželka Eleni Samiu, se kterou se seznámil na Krétě v roce 1924. Jeho manželství s Galateou bylo rozvedeno v roce 1926. V lednu 1928 uspořádal se svými přáteli v Athénách shromáždění, na kterém propagovali nový politický systém v Sovětském svazu, což mělo za následek pouliční demonstrace. Na zásah vlády organizátoři akce byli nuceni ukončit svou politickou činnost a Kazantzakis se vrátil do Sovětského svazu.
Vedle novinářské práce se věnoval v tomto období i literární tvorbě, především básnické. V roce 1922 napsal svou první větší poému Kristus a o dva roky později začal pracovat na eposu Odyssea, inspirovaném slavnou Homérovou básnickou skladbou. Dokončil ho po čtrnácti letech a sám Kazantzakis tento rozsáhlý epos považoval za své životní dílo. V říjnu 1927 připravoval antologii svých cestovatelských článků pro vydání prvního svazku Cestopisů a v roce 1928 vyšlo jeho filozofické dílo Askeze (Salvatores dei), které tvoří myšlenkový základ celé jeho tvorby.
Roku 1929 se přestěhoval do Československa. Od 10. května 1929 do 9. dubna 1930 žil v osadě Myslivny u Božího Daru v domě Filipa Krause, kde měl pronajaté dvě místnosti. Podruhé přijel na stejné místo koncem června 1931 a zůstal až do 31. května 1932. Nalezl zde klid na práci a samotu. Napsal zde třetí verzi Odyssey, ale vznikly i zárodky dalších děl jako např. Kapitán Elias, Kapitán Michalis, Svoboda nebo smrt nebo náčrty k filmům Buddha, Don Quijote, Dekameron, Zatmění slunce a další. Jeho pobyt připomíná památník v centru obce. Některé předměty spojené s jeho pobytem uchovává Muzeum Boží Dar.
Spolu s přítelem a krajanem z Kréty Pandelisem Prevelakisem pracoval během roku 1931 na francouzsko–řeckém slovníku, scénářích k filmům a překladech. Do řečtiny přeložil Danteho Božskou komedii. Během občanské války působil jako dopisovatel ve Španělsku a začal tam překládat španělskou poezii.

### Život v Řecku
Před druhou světovou válkou se usadil na ostrově Aigina, kde si nechal postavit dům. Stále cestoval, navštívil Japonsko a Čínu, a své zážitky popisoval v populárních cestopisech. Druhou světovou válku prožil na Aigině v pilné práci. S filologem profesorem Kakridisem pracoval na překladu Homérovy Iliady, který vydali na vlastní náklad v roce 1955. V roce 1941 začal psát svůj nejslavnější román Řek Zorbas, který byl vydán v roce 1946.
Po válce se zapojil do politického života, založil socialistickou dělnickou stranu, byl vyslán na Krétu prověřit německé válečné zločiny, na krátký čas se stal ministrem. V listopadu 1945 se oženil se svou dlouholetou partnerkou Eleni Samiu.
V roce 1946 společnost řeckých spisovatelů doporučila, aby Kazantzakis a Angelos Sikelianos obdrželi Nobelovu cenu za literaturu, cenu však získal Hermann Hesse. V letech 1945–1948 byl prezidentem Společnosti řecké literatury. V polovině roku 1946 vycestoval do Anglie a v září odjel na pozvání francouzské vlády do Paříže. Vnitropolitická situace v Řecku jej přiměla zůstat v zahraničí už natrvalo. Jeden rok vykonával funkci poradce UNESCO pro vydávání překladů z klasické řecké literatury.                                 

### Odchod do ciziny, závěr života
Od roku 1948 žil se svou ženou trvale v Antibes ve Francii, kde napsal své prózy Kristus znovu ukřižovaný (1948), Kapitán Michalis (1953), Poslední pokušení Krista (1955). V této době se na Kazantzakise obrátil skladatel Bohuslav Martinů, který hledal libreto pro operu. Podle předlohy knihy Kristus znovu ukřižovaný vznikla opera Řecké pašije.
Od roku 1953 ho trápily zdravotní problémy, které byly projevem chronické lymfatické leukemie, oslepl na pravé oko. Přesto pokračoval v přepracovávání svých dřívějších knih a v psaní nových děl, cestoval. Při pobytu ve Švýcarsku začal psát svou autobiografii Hlášení el Grecovi. První verzi dokončil v roce 1955, druhou v listopadu 1956. Podílel se na scénáři k filmu podle románu Kristus znovu ukřižovaný, který byl uveden v roce 1957 na festivalu v Cannes pod názvem Ten, který musí zemřít.                               

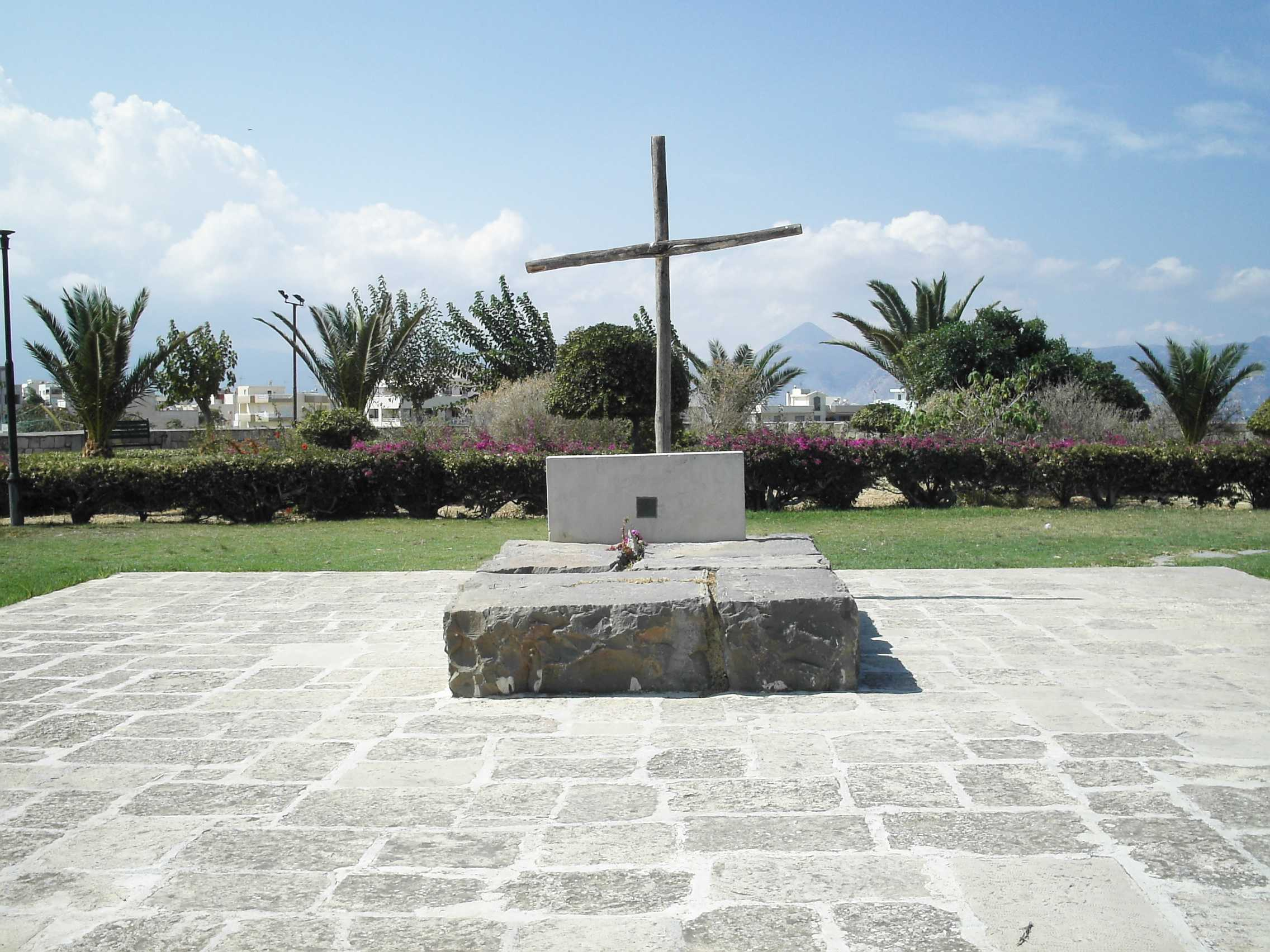
Hrob N. Kazantzakise v Heráklionu

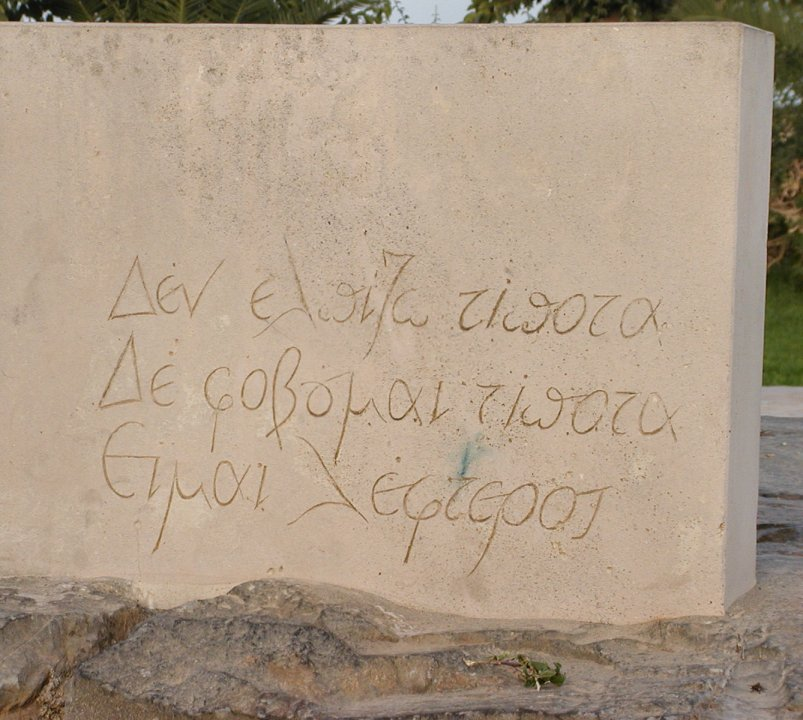
Epitaf na Kazantzakisově hrobě

Na pozvání čínské vlády podnikl v roce 1957 cestu do Číny. Během zpátečního letu se jeho zdravotní stav prudce zhoršil a po návratu musel být hospitalizován. Kazantzakis zemřel ve Freiburgu 26. října 1957 ve věku 74 let. Jeho tělo bylo převezeno do Athén a pak do Heraklionu, kde se konalo slavnostní rozloučení. Jeho hrob se nachází na opevnění Heraklionu na nejjižnější baště – baště Martinego, protože pravoslavná církev zakázala jeho uložení na hřbitově. Na náhrobku je epitaf: V nic nedoufám. Ničeho se nebojím. Jsem svobodný.
Jeho literární tvorba, především prozaická, mu přinesla světovou slávu a mnohá ocenění. V roce 1954 získal v Paříži cenu za nejlepší zahraniční knihu po novém vydání románu Řek Zorbas. Byl celkem devětkrát nominován na Nobelovu cenu. V roce 1956 získal ve Vídni Cenu míru.     
Ve vesnici Myrtia na Krétě, nedaleko Herákleionu, bylo v roce 1983 zřízeno muzeum Nikose Kazantzakise.                                                                                            

## Tvorba
Kazantzakis začal literární dráhu jako básník, teprve ve zralém věku napsal několik románů, které jeho myšlenky přiblížily miliónům čtenářů na celém světě. Jeho romány začaly vycházet až v posledním desetiletí jeho života. Je rovněž autorem filozofických studií, řady cestopisů, divadelních her a předkladů, např. Homérovy Iliady, Dantovy Božské komedie, Goethova Fausta, Shakespearových her. Psal i beletrii pro děti (Alexandr Veliký, V paláci Knossos) a překládal knihy Julese Verna, Jonathana Swifta a Charlese Dickense.
Jeho tvorba je prodchnuta mystickou zkušeností, kde se sbližují rozporné nároky těla a ducha, vědy a náboženství, církve a komunistických myšlenek. Byla ovlivněna například myšlenkami Bergsona, Nietzscheho nebo buddhismem.
Kazantzakis se celý život snažil najít odpovědi na otázky po smyslu života a lidské existence, pomíjivosti, vyrovnával se se ztrátou Boha, potýkal se s pocitem povinnosti a odpovědnosti vůči řeckým a krétským předkům, kteří statečně bojovali za osvobození, s hlubokým smyslem pro spravedlnost, svobodu a s obavou ze selhání. Celý život hledal a snažil se vytvořit si svůj vlastní světonázor, svou vlastní filozofii, se kterou by se mohl naprosto ztotožnit.
Některými svými díly (Askeze, Poslední pokušení, Kristus znovu ukřižovaný, Kapitán Michalis) proti sobě popudil katolickou i pravoslavnou církev. Ortodoxní církev jej v roce 1928 obvinila z urážky pravoslavného křesťanství a z šíření ateismu (spis Askeze), v roce 1953 byl málem z této církve vyobcován po vydání knihy Kapitán Michalis. Vatikán zařadil v roce 1954 jeho knihu Poslední pokušení na seznam zakázaných knih (libri prohibiti).  

### Filosoficko–básnické dílo
Zásadním filosoficko-básnickým spisem je Askeze (1928), v němž se Kazantzakis pokusil překlenout propast mezi myšlenkou a činem, mezi filosofickým vnímáním života a touhou člověka změnit svět. Z Askeze vychází veškerá Kazantzakisova umělecká tvorba. Jsou v ní patrné vlivy filozofů Nietzscheho, Bergsona a Hegela. Zároveň se pokusil dokázat, že lidství spočívá v objevení Boha v každé lidské bytosti, což představuje osobní nezávislost.   
Pokládal se především za básníka, nejvíce si cenil rozsáhlý epos Odysseus o 24 zpěvech a 33 333 verších. Hovoří o lidské svobodě, samotě a vztahu života a smrti. Dílo je oslavou síly a velikosti lidského rozumu. Od roku 1924 ho celkem sedmkrát přepracoval. Vyšel v roce 1938, ale pro svou myšlenkovou i jazykovou obtížnost našel jen málo čtenářů. Kazantzakis si uvědomil, že románová forma mu lépe umožní formulovat všechny závažné myšlenky a přiblížit je širokému okruhu čtenářů.

### Romány
- Zmije a lilie (1906) - literární debut, poetická povídka
- Řek Zorbas (Život a časy Alexise Zorbase, 1946), román o životě a skutcích prostého venkovana, který žije v souladu s přírodou, dovede vychutnat krásy života i přijmout jeho rány, má bezprostřední vztah k lidem. Poutavě líčí osud hlavního hrdiny, ale zamýšlí se nad otázkami smyslu života složitostí lidských vztahů a tajemstvím smrti. K vytvoření postavy Zorbase ho inspiroval jeho dlouholetý přítel, o mnoho let starší, prostý a nevzdělaný venkovan, který miloval život a lidi, byl symbolem svobody. Dílo pod názvem Řek Zorba zfilmoval Michalis Kakojannis v koprodukci USA – Řecko[6]. Film byl v roce 1965 oceněn třemi Oskary.
- Kristus znovu ukřižovaný (1948), postavy, jež mají hrát v pašijových hrách se připodobňují svým předlohám. Děj se odehrává v prostředí řecké vesnice obsazené Turky. Zahrnuje motivy sociální, politické, metafyzické a náboženské. Dílo bylo předlohou k opeře Řecké pašije Bohuslava Martinů, filmovou adaptaci režíroval Jules Dassin (Ten, který musí zemřít)[7]
- Chuďásek Boží: Život sv. Františka (1924) - románový životopis svatého Františka z Assisi
- Poslední pokušení (1952) – Kazantzakisův pohled na život Ježíše. Román „Poslední pokušení“ (Ο τελευταίος πειρασμός, švédské vydání 1952[8][9], v Řecku 1955) zařadila ortodoxní církev v roce 1954 na Index zakázaných knih.[5] Román vyšel v českém překladu r. 1987 a r. 2011 (ISBN 978-80-7388-598-4). Zfilmoval Martin Scorsese (Poslední pokušení Krista, 1988)
- Kapitán Michalis, Svoboda nebo smrt (1953) - o boji Kréťanů za svobodu, hlavní postava byla inspirovaná autorovým otcem
- Hlášení el Grecovi - autobiografický román, líčí průběh vlastního života v kontextu vývoje evropských dějin do 20. let tohoto století. Autor se setkává se svými předky, kteří mu ukazují své životy, skutky, hledání pravdy i své životní pouti. Kazantzakis s neobyčejnou uměleckou silou sděluje vlastní citový, etický a myšlenkový postoj významnému malíři.
- Bratrovrazi - román o řeckém vykořenění, občanské válce v letech 1946–1949. Kněz se snaží nalézt odpověď na otázku, na čí straně je právo, snaží se usmířit obě strany a zastavit krveprolití. Vede dialog s Bohem a marně se dovolává jeho pomoci. Cítí osobní vinu za tragédii a odchází do světa s posláním hlásat mír a usmíření mezi všemi lidmi. Byl poprvé vydán až v roce 1963 [10]
- Toda Raba (1931)

### Cestopisy
- Na cestách po Španělsku
- Na cestách po Japonsku, Číně
- Na cestách po Angliie
- Na cestách po Itálii, Španělsku, Egyptě, Číně
- Na cestách po Itálii, Egyptě, Číně, Jeruzalémě, Kypru
- Co jsem viděl v Rusku
- Moskva volala

### Divadelní hry
Kazantzakis napsal celkem 21 her, z toho 3 nebyly publikovány. V roce 1955-56 jeho hry byly setříděny do tří svazků nazvaných «Θέατρο» (Divadlo), tematicky roztříděné na tragédie s antickým motivem, tragédie s byzantským námětem a tragédie ostatní.
- Buddha (1924)
- Odysseus (1928)
- Melissa (1937)
- Julianos Apostata (1939)
- Prometheus (1941–1943) - trilogie o zápasu člověka s vírou

## Ocenění
Jeho jméno nese hlavní krétské letiště v Heraklionu.